# فرانک ژولین
فرانک ژولین (انگلیسی: Franck Julienne؛ زادهٔ ۷ مارس ۱۹۹۱) بازیکن فوتبال اهل فرانسه است.
از باشگاه‌هایی که در آن بازی کرده‌است می‌توان به باشگاه فوتبال ونس، باشگاه فوتبال رن، باشگاه فوتبال لو آور، و باشگاه فوتبال لو مان اشاره کرد.
وی همچنین در تیم ملی فوتبال زیر ۱۸ سال فرانسه بازی کرده‌است.